# Rachel Roberts (modella)
Rachel Roberts (Vancouver, 8 aprile 1978) è un'attrice e modella canadese.

## Biografia
È nota per aver sfilato per marchi come Ralph Lauren, Gap, Bottega Veneta, Ferré, Sisley e Victoria's Secret e per il suo ruolo da protagonista nel film S1m0ne, del compagno Andrew Niccol, al fianco di Al Pacino. Lei e il regista si sposano al termine delle riprese, sabato 11 maggio 2002. Ha poi recitato come guest star in serie televisive come Entourage, Ugly Betty, Numb3rs e FlashForward. Nel 2015 ha partecipato ad un video musicale prodotto da Rihanna, per la canzone Bitch Better Have My Money, nel quale veste i panni di una donna che viene torturata a morte dalla cantante e la sua gang.

## Filmografia

### Cinema
- S1m0ne, regia di Andrew Niccol (2002)
- In Time, regia di Andrew Niccol (2011)
- The Host, regia di Andrew Niccol (2013)
- Anon, regia di Andrew Niccol (2018)

### Televisione
- Still Life – serie TV, episodio 1x04 (2004)
- Ugly Betty – serie TV, episodio 1x21 (2007)
- Entourage – serie TV, episodio 4x08 (2007)
- Numb3rs – serie TV, episodio 5x07 (2008)
- FlashForward – serie TV, 5 episodi (2009-2010)
- CSI - Scena del crimine (CSI: Crime Scene Investigation) – serie TV, 12x16 (2012)
- Mad Men – serie TV, episodio 6x10 (2013)
- American Horror Story – serie TV, episodio 7x10 (2017)

## Doppiatrici italiane
Nelle versioni in italiano dei suoi lavori, Rachel Roberts è stata doppiata da: 
- Stella Musy in S1m0ne
- Monica Ward in FlashForward
- Chiara Colizzi in CSI - Scena del crimine

## Agenzie
- L.A. Models - Los Angeles
- Visage Management - Zurigo